# Крутецкий, Вадим Андреевич
Вади́м Андре́евич Круте́цкий (19 декабря 1917, Москва — 15 сентября 1991, там же) — советский психолог, специалист в области педагогической и возрастной психологии. Доктор психологических наук, профессор.

## Биография
Родился 19 декабря 1917 года в Москве.
В 1941 году закончил отделение экономической географии Московского государственного университета. В 1941 году начал педагогическую деятельность. В 1950 году защитил кандидатскую диссертацию на тему «Характеристика понятий о моральных и психологических качествах личности у старших школьников». В 1967 году защитил докторскую диссертацию по педагогике «Психология математических способностей школьников». Руководил лабораторией способностей Психологического института.
Умер 15 сентября 1991 года.

## Сочинения
- «Психология подростка» (1959 г., 1965 г.); совм. с Н. С. Лукиным
- «Воспитание дисциплинированности подростков» (1960 г.); совм. с Н. С. Лукиным
- «Способности и интересы» (1960 г.) Николай Дмитриевич Левитов, Вадим Андреевич Крутецкий.
- «Очерки психологии старшего школьника» (1963 г.). совм. с Н. С. Лукиным
- «Основы педагогической психологии», (1972 г.);
- «Психология обучения и воспитания школьников» (1976 г.);
- учебник для педучилищ «Психология» (1974, 1980, 1986 гг);
- «Педагогические способности, их структура, диагностика и условия формирования и развития» (1992 г.)
- «Психология математических способностей школьников»

## Награды
- Медаль «За доблестный труд»
- Медаль «Ветеран труда»
- «Отличник просвещения СССР».